# Eugene Hütz
Eugene Hütz (en ukrainien : Євген Гудзь) dont le vrai nom est Evguen Olexandrovytch Nikolaev-Symonov (Євген Олександрович Ніколаєв-Симонов), est un musicien, chanteur et acteur né à Boïarka en URSS le 6 septembre 1972. Il est le fondateur et le leader du groupe de rock punk Gogol Bordello.

## Biographie
Eugene Hütz naît en 1972 à Boïarka, dans ce qui est alors la République socialiste soviétique d'Ukraine. Sa mère est d'origine rom et ukrainienne, son père est lituanien et ukrainien. En 1986, alors âgé de 14 ans, il quitte l'Ukraine avec ses parents après l'accident nucléaire de Tchernobyl. Ils passent 7 ans dans divers pays d'Europe de l'Est, d'un camp de réfugiés à un autre camp de réfugiés. C'est pendant ces années qu'Eugene découvre ses racines culturelles d'origine rom, plus particulièrement le patrimoine musical.
En 1992 Eugene et sa famille arrivent à Burlington dans le Vermont (États-Unis), en tant que réfugiés politiques. Plus tard, il déménage à New York où il fait son entrée dans le monde de la musique comme guitariste acoustique avec le groupe gypsy-punk Gogol Bordello en tant que guitariste, percussionniste et chanteur. Eugene Hütz est aussi un DJ qui se produit régulièrement à Manhattan, New York.
Ses origines ukraino-roms sont sa principale source d'inspiration pour sa musique mais aussi pour son mode de vie. Ceci entraîne parfois des controverses et il est vu comme une personnalité charismatique et polarisante parmi les militants pour les droits des Roms. Certains lui reprochent de véhiculer des stéréotypes sur la culture rom.
Gogol Bordello attire l'attention du producteur de film Peter Saraf ; ce qui amène Eugene[Qui ?] au rôle d'Alex dans le film Tout est illuminé, tiré du roman de Jonathan Safran Foer. Hütz contribue également à la trame sonore du film avec son frère et plusieurs membres du groupe. La filmographie de Hütz inclut aussi les films Kill Your Darlings (2004), et Kill Your Idols (2005). Dans le film Petits suicides entre amis de Goran Dukić, une biographie fictive où Eugene Hütz se serait suicidé sur scène, Eugene Hütz est interprété par Shea Whigham.
Eugene Hütz est aussi le sujet d'un documentaire de Pavla Fleischer, The Pied Piper of Hützovina, qui suit ses voyages à travers l'Ukraine à la recherche de ses racines musicales et son gourou spirituel Sasha Kolpakov.
Il est également à l'affiche du long-métrage réalisé par Madonna, intitulé Obscénité et Vertu et sorti en septembre 2008.

## Filmographie
- 2002 : Kill Your Darlings
- 2004 : Kill Your Idols
- 2005 : The Pied Piper of Hützovina
- 2005 : Tout est illuminé
- 2008 : Obscénité et Vertu

## Musique
- 2012 : Champagne for Gypsies, Goran Bregovic et Eugene Hütz sur le morceau Be That Man